# Сент-Джеймс (Барбадос)
Сент-Джеймс (англ. Saint James) — приход на западе Барбадоса. Сент-Джеймс известен как роскошный курортный район.
Приход имеет большое историческое значение, так как именно здесь в 1625 году высадились первые британские поселенцы. Под властью короля Якова (Джеймса) I британцы захватили Барбадос после высадки в современном городе Холтаун.